# Campeonato Mundial de Ciclismo en Pista de 1951
El XLVIII Campeonato Mundial de Ciclismo en Pista se celebró en Milán (Italia) entre el 24 y el 28 de agosto de 1951 bajo la organización de la Unión Ciclista Internacional (UCI) y la Federación Italiana de Ciclismo.
Las competiciones se realizaron en el Velódromo Maspes-Vigorelli de la ciudad italiana. En total se disputaron cinco pruebas, tres para ciclistas profesionales y dos para ciclistas amateur.

## Medallistas

### Profesional
| Evento                 | Oro                         | Plata                     | Bronce                       |
| ---------------------- | --------------------------- | ------------------------- | ---------------------------- |
| Velocidad individual   | Reginald Harris Reino Unido | Jacques Bellenger Francia | Sydney Patterson Australia   |
| Persecución individual | Antonio Bevilacqua · Italia | Hugo Koblet · Suiza       | Kay Werner Nielsen Dinamarca |
| Medio fondo            | Jan Pronk · Países Bajos    | André Leliaert · Bélgica  | Henri Lemoine Francia        |

### Amateur
| Evento                 | Oro                    | Plata                       | Bronce                    |
| ---------------------- | ---------------------- | --------------------------- | ------------------------- |
| Velocidad individual   | Enzo Sacchi · Italia   | Russell Mockridge Australia | Marino Morettini · Italia |
| Persecución individual | Mino De Rossi · Italia | Raphaël Glorieux · Bélgica  | Guido Messina · Italia    |

## Medallero
| Núm. | País         | Oro | Plata | Bronce | Total |
| ---- | ------------ | --- | ----- | ------ | ----- |
| 1    | Italia       | 3   | 0     | 2      | 5     |
| 2    | Países Bajos | 1   | 0     | 0      | 1     |
| 2    | Reino Unido  | 1   | 0     | 0      | 1     |
| 4    | Bélgica      | 0   | 2     | 0      | 2     |
| 5    | Australia    | 0   | 1     | 1      | 2     |
| 5    | Francia      | 0   | 1     | 1      | 2     |
| 7    | Suiza        | 0   | 1     | 0      | 1     |
| 8    | Dinamarca    | 0   | 0     | 1      | 1     |
|      | TOTAL        | 5   | 5     | 5      | 15    |